# Francesco Zucchetti
Francesco Zucchetti (Cernusco sul Naviglio, 14 aprile 1902 – Trichiana, 8 febbraio 1980) è stato un pistard e ciclista su strada italiano.
Professionista nel 1926, fu medaglia d'oro olimpica nel 1924 nell'inseguimento a squadre.

## Palmarès

### Pista
- 1924

Giochi olimpici, Inseguimento a squadre (con Angelo De Martini, Aurelio Menegazzi e Alfredo Dinale)

## Piazzamenti

### Competizioni mondiali
- Giochi olimpici

Parigi 1924 - Inseguimento a squadre: vincitore